# Міхал Джимала
Міхал Джимала (пол. Michał Drzymała; 13 вересня 1857, дер. Здруй[pl] поблизу Гродзиска-Велькопольського — 25 квітня 1937, дер. Грабувно[pl] поблизу Мястечко-Краеньске) — польський селянин, символ боротьби проти германізації територій Німецької імперії, населених етнічними поляками.

## Передісторія конфлікту
Між 1850 і 1907 роками східні області Німеччини переживали феномен Остфлюхт. Померанію, Західну Пруссію, Східну Пруссію, Познань та Сілезію залишили 2 300 000 людей, а прибули тільки 358 000, що склало негативне сальдо міграції у 1 942 000 осіб. Зменшення числа німців на східних землях і висoка народжуваність сільських поляків-католиків викликали крайнє занепокоєння серед німецької адміністрації й особливо серед німецьких націоналістів. Для боротьби з цим явищем були запропоновані спеціальні заходи в рамках політики «Натиск на Схід»:
- обмеження або заборона на продаж землі полякам;
- заохочення німецької імміграції на схід з допомогою полегшення податкового тягаря;
- створення «Комісії врегулювання», що фінансується державою, яка купувала землі етнічних поляків і передавала їх німцям;
- введення правил архітектурного зонування, які вимагали, щоб етнічні поляки отримували дозвіл на будівництво нового будинку на придбаній землі.

## Біографія
Коли прусські чиновники відмовилися надати Міхалу Джималі право на будівництво на ділянці землі, яку він купив у німця в селі Подградовиц у провінції Позен, він 1904 року купив цирковий фургон і став жити в ньому.
Чиновники постановили, що фургон, який стоїть на одному місці протягом 24 годин, є домом і, таким чином, Джимала повинен його покинути. Тому він кожен день пересував фургон.
У міру зростання популярності Джимали, люди почали приїжджати подивитися на фургон. Внаслідок цього Джимала був ув'язнений як організатор незаконних зібрань.
Через п'ять років з надуманої причини Джимала був засуджений до штрафу. Коли він його не заплатив, то був заарештований, а фургон знищили. Після виходу з ув'язнення Джимала збудував землянку, але і її зруйнували. Тоді, 1909 року, Джимала продав землю.
У незалежній Польщі Джималі, як героєві, було подаровано господарство. Після смерті він був нагороджений Орденом Відродження Польщі 5 ступеня (1937). Ще до Другої світової війни Подградовице було перейменовано в Джималово.

## Пам'ять
Згадується в пісні Яна Петржака Żeby Polska była Polską (Щоб Польща була Польщею) (1981): 
Zrzucał uczeń portret cara, 
Ksiądz Ściegienny wznosił modły 
Opatrywał wóz Drzymała, 
Dumne wiersze pisał Norwid...

## Дивитись також
- Германізація
- Германізація поляків в Пруссії
- Вжесьненський шкільний бойкот 1901-1902 рр.
- Загальний шкільний страйк 1906-1907 рр.
- Пангерманський союз
- Остфлюхт
- Культуркампф
- Пангерманізм
- Полонофобія